# ベハティ・プリンスルー
ビハーティ・プリンスルー（Behati Prinsloo, 1988年5月16日- ）は、ナミビア・グルートフォンテイン出身の女性ファッションモデル。ヴィクトリアズ・シークレットの“エンジェル”としても活躍。日本ではファッション誌などで「ベハティ」と紹介される向きもあるが、英語圏における発音はビハーティまたはビアーティ[biˌɑːti] [bee-AH-tee] である。

## 来歴
教職者である父親とベッド・アンド・ブレックファストを経営する母親との間に生まれる。南アフリカのケープタウンでショッピングをしているときに、ロンドンのモデル事務所であるストームモデル・マネジメント社に16歳でスカウトされた。ハイブランドのランウェイで活躍しながらヴィクトリアズシークレットのエンジェルの一員となり一躍人気モデルとなる。

## 私生活
アフリカーンス語と英語に堪能。ファッションモデルのココ・ロシャやヴィクトリアズ・シークレットのエンジェルであるキャンディス・スワンポールと仲が良い。2014年7月19日にかねてから交際中だったマルーン5のアダム・レヴィーンと結婚した。2016年3月に第１子妊娠を発表。
2016年9月21日に第1子となる女児を出産。名前はダスティ・ローズ・レヴィーン。名付け親はトーク番組エレンの部屋のエレン・デジェネレス。アダムいわく妊娠中ベハティはずっとスイカばかり食べていたとの事。